# Ampus
Ampus (Empus trong tiếng provençal) là một xã thuộc tỉnh Var trong vùng Provence-Alpes-Côte d’Azur, Pháp. Xã này có diện tích 82,77 km², dân số 816 người. Xã này nằm ở khu vực có độ cao từ 205-1174 mét trên mực nước biển.

## Biến động dân số
| Năm | 1794 | 1800 | 1820 | 1841 | 1861 | 1881 | 1901 | 1921 | 1946 | 1962 | 1968 | 1975 | 1982 | 1990 | 1999 | 2006 |
| --- | ---- | ---- | ---- | ---- | ---- | ---- | ---- | ---- | ---- | ---- | ---- | ---- | ---- | ---- | ---- | ---- |
| Dân số | 1006 | 1010 | 1122 | 1245 | 1156 | 1065 | 882  | 799  | 485  | 345  | 389  | 439  | 534  | 622  | 707  | 816  |
| From the year 1962 on: No double counting—residents of multiple communes (e.g. students and military personnel) are counted only once. |      |      |      |      |      |      |      |      |      |      |      |      |      |      |      |      |